# Buskiella borealis
Buskiella borealis är en ringmaskart som beskrevs av Hartman 1965. Buskiella borealis ingår i släktet Buskiella och familjen Flabelligeridae. Inga underarter finns listade i Catalogue of Life.